# Federazione Generale dei Sindacati di Corea
La Federazione Generale dei Sindacati di Corea (FGSC; in coreano: 조선 직업 총동맹; Hanja: 朝鮮 職業 總 同盟) è l'unica federazione sindacale legale in Corea del Nord. La FGSC venne costituita il 30 novembre 1945 come Federazione Generale dei Sindacati della Corea del Nord. Nel gennaio 1951 fu riorganizzato e adottò il nome attuale. Il presidente del comitato centrale della FGSC è Ju Yong-guk.

## Organizzazione
Con 1,6 milioni di membri, la FGSC ha circa la metà dei suoi membri nel Partito del Lavoro di Corea (de facto il partito unico nordcoreano). Il rapporto è relativamente basso per un Paese socialista, evidenziando il ruolo relativamente poco importante dei sindacati nella Corea del Nord, uno dei Paesi socialisti più industrializzati. Tuttavia, la FGSC è considerata una delle più importanti organizzazioni di massa nordcoreane. Tutti i lavoratori di 30 anni devono essere membri della FGSC se non sono membri del Partito del Lavoro di Corea, dell'Unione dei Lavoratori Agricoli di Corea o dell'Unione delle donne socialiste di Corea.
Sul piano interno, la FGSC è un membro del Fronte Democratico per la Riunificazione della Patria. A livello internazionale, la Federazione è affiliata alla Federazione sindacale mondiale, alla quale si unì il 2 maggio 1947. I sindacati della FGSC sono affiliati alle varie organizzazioni di ramo della FSM.
Il sito web della Korean Friendship Association afferma che "(la FGSC) conduce un'educazione ideologica per garantire che i suoi membri comprendano appieno l'idea di Juche e li induca a prendere parte alla costruzione socialista e alla gestione dell'economia socialista con l'atteggiamento che si addice ai maestri. Ha le sue organizzazioni in diversi rami dell'industria". Il North Korea Handbook afferma che la FGSC non è progettata per servire i suoi membri ma il Partito del Lavoro di Corea. La FGSC è direttamente controllata dal Comitato centrale del Partito del Lavoro di Corea.
Il Rodongja Sinmun è l'organo del Comitato Centrale della FGSC.